# یواس‌اس جان پی جکسون (۱۸۶۰)
یواس‌اس جان پی جکسون (۱۸۶۰) (به انگلیسی: USS John P. Jackson (1860)) یک کشتی بود که طول آن ۱۹۲ فوت (۵۹ متر) بود. این کشتی در سال ۱۸۶۰ ساخته شد.